# Rhipidia (Rhipidia) paulus
Rhipidia (Rhipidia) paulus is een tweevleugelige uit de familie steltmuggen (Limoniidae). De soort komt voor in het Neotropisch gebied.